# Сан Хуан дел Пуерто
Сан Хуан дел Пуерто (на испански: San Juan del Puerto) е населено място и община в Испания. Намира се в провинция Уелва, в състава на автономната област Андалусия. Общината влиза в състава на района (комарка) Голяма Уелва. Заема площ от 45 km². Населението му е 8190 души (по преброяване от 2010 г.). Разстоянието до административния център на провинцията е 14 km.

## Демография
| 1996 | 1998 | 1999 | 2000 | 2001 | 2002 | 2003 | 2004 | 2005 | 2006 |
| ---- | ---- | ---- | ---- | ---- | ---- | ---- | ---- | ---- | ---- |
| 5990 | 5910 | 5882 | 5933 | 5961 | 6058 | 6244 | 6560 | 6881 | 7204 |